# Axonem

Axonem-Querschnitt.

Das Axonem (früher auch Achsenfaden genannt) ist ein Begriff aus der Zellbiologie. Es ist eine Struktur aus Mikrotubuli, die im Innern von eukaryotischen Zilien verläuft. Neun periphere Doppelmikrotubuli (A- und B-Tubuli mit inneren und äußeren Dynein-Armen) umgeben zwei einzelne, zentrale Mikrotubuli in der Mitte ("9•2+2"-Struktur).
Axoneme befinden sich z. B. in Kinozilien und Spermiengeißeln. Das axonemale Motorprotein ist Dynein.
Die Achsenfäden der primären, nichtmotilen Geißeln heißen ebenfalls Axoneme. Ihnen fehlen das zentrale Mikrotubuli-Paar (Struktur also 9•2+0) und das Dynein.